# كارلوس هومبيرتو توليدو
كارلوس هومبيرتو توليدو (بالإسبانية: Carlos Humberto Toledo)‏ (10 أغسطس 1919 بغواتيمالا في غواتيمالا - 13 أبريل 1980) هو لاعب كرة قدم غواتيمالي في مركز الهجوم. شارك مع منتخب غواتيمالا لكرة القدم. أما مع النوادي، فقد لعب مع ميونيسيبال.